# Llista d'asteroides/208901-209000
| Nom      | Designació provisional | Data de descobriment   | Lloc de descobriment | Descobridor/s                |
| -------- | ---------------------- | ---------------------- | -------------------- | ---------------------------- |
| 208901 - | 2002 TQ159             | 5 d'octubre de 2002    | Palomar              | NEAT                         |
| 208902 - | 2002 TA161             | 5 d'octubre de 2002    | Palomar              | NEAT                         |
| 208903 - | 2002 TU161             | 5 d'octubre de 2002    | Palomar              | NEAT                         |
| 208904 - | 2002 TS170             | 3 d'octubre de 2002    | Palomar              | NEAT                         |
| 208905 - | 2002 TJ200             | 9 d'octubre de 2002    | Bergisch Gladbach    | W. Bickel                    |
| 208906 - | 2002 TT209             | 6 d'octubre de 2002    | Haleakala            | NEAT                         |
| 208907 - | 2002 TO219             | 5 d'octubre de 2002    | Socorro              | LINEAR                       |
| 208908 - | 2002 TR224             | 8 d'octubre de 2002    | Anderson Mesa        | LONEOS                       |
| 208909 - | 2002 TP239             | 9 d'octubre de 2002    | Socorro              | LINEAR                       |
| 208910 - | 2002 TF249             | 7 d'octubre de 2002    | Socorro              | LINEAR                       |
| 208911 - | 2002 TR279             | 10 d'octubre de 2002   | Socorro              | LINEAR                       |
| 208912 - | 2002 TN281             | 10 d'octubre de 2002   | Socorro              | LINEAR                       |
| 208913 - | 2002 TF290             | 10 d'octubre de 2002   | Socorro              | LINEAR                       |
| 208914 - | 2002 TD313             | 4 d'octubre de 2002    | Apache Point         | SDSS                         |
| 208915 - | 2002 TU314             | 4 d'octubre de 2002    | Apache Point         | SDSS                         |
| 208916 - | 2002 TN317             | 5 d'octubre de 2002    | Apache Point         | SDSS                         |
| 208917 - | 2002 TX362             | 10 d'octubre de 2002   | Apache Point         | SDSS                         |
| 208918 - | 2002 TO380             | 5 d'octubre de 2002    | Palomar              | NEAT                         |
| 208919 - | 2002 UW1               | 28 d'octubre de 2002   | Nogales              | C. W. Juels, P. R. Holvorcem |
| 208920 - | 2002 US2               | 28 d'octubre de 2002   | Socorro              | LINEAR                       |
| 208921 - | 2002 UA9               | 28 d'octubre de 2002   | Palomar              | NEAT                         |
| 208922 - | 2002 UH10              | 28 d'octubre de 2002   | Haleakala            | NEAT                         |
| 208923 - | 2002 UZ11              | 30 d'octubre de 2002   | Socorro              | LINEAR                       |
| 208924 - | 2002 UB32              | 30 d'octubre de 2002   | Haleakala            | NEAT                         |
| 208925 - | 2002 UF32              | 30 d'octubre de 2002   | Haleakala            | NEAT                         |
| 208926 - | 2002 UO36              | 31 d'octubre de 2002   | Anderson Mesa        | LONEOS                       |
| 208927 - | 2002 UW47              | 31 d'octubre de 2002   | Anderson Mesa        | LONEOS                       |
| 208928 - | 2002 UF73              | 31 d'octubre de 2002   | Palomar              | NEAT                         |
| 208929 - | 2002 UJ74              | 30 d'octubre de 2002   | Palomar              | NEAT                         |
| 208930 - | 2002 UU76              | 31 d'octubre de 2002   | Haleakala            | NEAT                         |
| 208931 - | 2002 VB3               | 1 de novembre de 2002  | La Palma             | La Palma                     |
| 208932 - | 2002 VA5               | 3 de novembre de 2002  | Haleakala            | NEAT                         |
| 208933 - | 2002 VJ12              | 4 de novembre de 2002  | Anderson Mesa        | LONEOS                       |
| 208934 - | 2002 VR27              | 5 de novembre de 2002  | Anderson Mesa        | LONEOS                       |
| 208935 - | 2002 VS38              | 5 de novembre de 2002  | Socorro              | LINEAR                       |
| 208936 - | 2002 VG42              | 5 de novembre de 2002  | Palomar              | NEAT                         |
| 208937 - | 2002 VQ43              | 4 de novembre de 2002  | Palomar              | NEAT                         |
| 208938 - | 2002 VV44              | 4 de novembre de 2002  | La Palma             | La Palma                     |
| 208939 - | 2002 VR50              | 6 de novembre de 2002  | Anderson Mesa        | LONEOS                       |
| 208940 - | 2002 VE57              | 6 de novembre de 2002  | Haleakala            | NEAT                         |
| 208941 - | 2002 VA59              | 6 de novembre de 2002  | Needville            | Needville                    |
| 208942 - | 2002 VT59              | 3 de novembre de 2002  | Haleakala            | NEAT                         |
| 208943 - | 2002 VY95              | 11 de novembre de 2002 | Anderson Mesa        | LONEOS                       |
| 208944 - | 2002 VH106             | 12 de novembre de 2002 | Socorro              | LINEAR                       |
| 208945 - | 2002 VK111             | 13 de novembre de 2002 | Socorro              | LINEAR                       |
| 208946 - | 2002 VO116             | 13 de novembre de 2002 | Palomar              | NEAT                         |
| 208947 - | 2002 VQ122             | 13 de novembre de 2002 | Palomar              | NEAT                         |
| 208948 - | 2002 VA140             | 13 de novembre de 2002 | Palomar              | NEAT                         |
| 208949 - | 2002 VS140             | 12 de novembre de 2002 | Palomar              | NEAT                         |
| 208950 - | 2002 VP141             | 14 de novembre de 2002 | Palomar              | NEAT                         |
| 208951 - | 2002 WE2               | 23 de novembre de 2002 | Palomar              | NEAT                         |
| 208952 - | 2002 WU4               | 21 de novembre de 2002 | Palomar              | NEAT                         |
| 208953 - | 2002 WA6               | 24 de novembre de 2002 | Palomar              | NEAT                         |
| 208954 - | 2002 WE7               | 24 de novembre de 2002 | Palomar              | NEAT                         |
| 208955 - | 2002 WM22              | 25 de novembre de 2002 | Palomar              | NEAT                         |
| 208956 - | 2002 XV                | 1 de desembre de 2002  | Socorro              | LINEAR                       |
| 208957 - | 2002 XE10              | 2 de desembre de 2002  | Haleakala            | NEAT                         |
| 208958 - | 2002 XW10              | 3 de desembre de 2002  | Palomar              | NEAT                         |
| 208959 - | 2002 XG12              | 3 de desembre de 2002  | Palomar              | NEAT                         |
| 208960 - | 2002 XC14              | 2 de desembre de 2002  | Haleakala            | NEAT                         |
| 208961 - | 2002 XY14              | 7 de desembre de 2002  | Desert Eagle         | W. K. Y. Yeung               |
| 208962 - | 2002 XK28              | 5 de desembre de 2002  | Socorro              | LINEAR                       |
| 208963 - | 2002 XX56              | 10 de desembre de 2002 | Socorro              | LINEAR                       |
| 208964 - | 2002 XS58              | 11 de desembre de 2002 | Socorro              | LINEAR                       |
| 208965 - | 2002 XF61              | 10 de desembre de 2002 | Socorro              | LINEAR                       |
| 208966 - | 2002 XX63              | 11 de desembre de 2002 | Socorro              | LINEAR                       |
| 208967 - | 2002 XC76              | 11 de desembre de 2002 | Socorro              | LINEAR                       |
| 208968 - | 2002 XR76              | 11 de desembre de 2002 | Socorro              | LINEAR                       |
| 208969 - | 2002 XW82              | 13 de desembre de 2002 | Socorro              | LINEAR                       |
| 208970 - | 2002 XR91              | 4 de desembre de 2002  | Kitt Peak            | M. W. Buie                   |
| 208971 - | 2002 XP92              | 5 de desembre de 2002  | Kitt Peak            | M. W. Buie                   |
| 208972 - | 2002 XB95              | 5 de desembre de 2002  | Socorro              | LINEAR                       |
| 208973 - | 2002 XL100             | 5 de desembre de 2002  | Socorro              | LINEAR                       |
| 208974 - | 2002 XM118             | 3 de desembre de 2002  | Palomar              | NEAT                         |
| 208975 - | 2002 YE                | 27 de desembre de 2002 | Anderson Mesa        | LONEOS                       |
| 208976 - | 2002 YC5               | 28 de desembre de 2002 | Socorro              | LINEAR                       |
| 208977 - | 2002 YA10              | 31 de desembre de 2002 | Socorro              | LINEAR                       |
| 208978 - | 2002 YO15              | 31 de desembre de 2002 | Socorro              | LINEAR                       |
| 208979 - | 2002 YN18              | 31 de desembre de 2002 | Socorro              | LINEAR                       |
| 208980 - | 2002 YP22              | 31 de desembre de 2002 | Socorro              | LINEAR                       |
| 208981 - | 2002 YZ25              | 31 de desembre de 2002 | Socorro              | LINEAR                       |
| 208982 - | 2003 AV8               | 3 de gener de 2003     | Socorro              | LINEAR                       |
| 208983 - | 2003 AZ8               | 3 de gener de 2003     | Socorro              | LINEAR                       |
| 208984 - | 2003 AP11              | 1 de gener de 2003     | Socorro              | LINEAR                       |
| 208985 - | 2003 AT11              | 1 de gener de 2003     | Socorro              | LINEAR                       |
| 208986 - | 2003 AJ14              | 2 de gener de 2003     | Socorro              | LINEAR                       |
| 208987 - | 2003 AV21              | 5 de gener de 2003     | Socorro              | LINEAR                       |
| 208988 - | 2003 AU26              | 4 de gener de 2003     | Socorro              | LINEAR                       |
| 208989 - | 2003 AC54              | 5 de gener de 2003     | Socorro              | LINEAR                       |
| 208990 - | 2003 AO54              | 5 de gener de 2003     | Socorro              | LINEAR                       |
| 208991 - | 2003 AD61              | 7 de gener de 2003     | Socorro              | LINEAR                       |
| 208992 - | 2003 AX64              | 7 de gener de 2003     | Socorro              | LINEAR                       |
| 208993 - | 2003 AZ69              | 8 de gener de 2003     | Socorro              | LINEAR                       |
| 208994 - | 2003 AY71              | 10 de gener de 2003    | Socorro              | LINEAR                       |
| 208995 - | 2003 AV81              | 12 de gener de 2003    | Anderson Mesa        | LONEOS                       |
| 208996 - | 2003 AZ84              | 13 de gener de 2003    | Palomar              | C. A. Trujillo, M. E. Brown  |
| 208997 - | 2003 AN88              | 1 de gener de 2003     | Socorro              | LINEAR                       |
| 208998 - | 2003 AW88              | 3 de gener de 2003     | Socorro              | LINEAR                       |
| 208999 - | 2003 BC1               | 24 de gener de 2003    | Pla D'Arguines       | R. Ferrando                  |
| 209000 - | 2003 BY7               | 26 de gener de 2003    | Kitt Peak            | Spacewatch                   |